# Dragan Zdravković
Dragan Zdravković (ur. 16 grudnia 1959 w Senjskim Rudniku) – serbski lekkoatleta, średniodystansowiec, mistrz halowych mistrzostw Europy w 1983. W czasie swojej kariery reprezentował Jugosławię.
Zdobył srebrny medal w biegu na 1500 metrów na igrzyskach śródziemnomorskich w 1979 w Splicie (wyprzedził go tylko José Marajo z Francji). Na igrzyskach olimpijskich w 1980 w Moskwie zajął 9. miejsce w finale tej konkurencji. Również na mistrzostwach Europy w 1982 w Atenach zajął 9.miejsce na tym dystansie.
Zwyciężył w biegu na 3000 metrów na halowych mistrzostwach Europy w 1983 w Budapeszcie, wyprzedzając Walerija Abramowa ze Związku Radzieckiego i Uwe Mönkemeyera z Republiki Federalnej Niemiec. Zajął 8. miejsce w biegu na 1500 metrów na mistrzostwach świata w 1983 w Helsinkach. 
Był zgłoszony do występu na igrzyskach olimpijskich w 1984 w Los Angeles, jednak w nich nie wystąpił wskutek konfliktu z jugosłowiańskim związkiem lekkoatletycznym, Związek podpisał umowę sponsorską z firmą Adidas, Zdravković nie podporządkował się jej i został odesłany do kraju.
Zdobył brązowy medal w biegu na 1500 metrów na uniwersjadzie w 1985 w Kobe.
Zwyciężał w mistrzostwach krajów bałkańskich w biegu na 1500 metrów w latach 1979–1983.
Zdravković był mistrzem Jugosławii w biegu na 800 metrów w 1983, w biegu na 1500 metrów w 1979, 1980, 1982, 1983 i 1985, w biegu na 5000 metrów w 1982 oraz w biegu przełajowym w 1982 i 1983.

## Rekordy Serbii i rekordy życiowe
Zdravković jest aktualnym (kwiecień 2021) rekordzistą Serbii na następujących dystansach:
- bieg na 1500 metrów – 3:34,85 (20 sierpnia 1983, Praga)
- bieg na milę – 3:52,74 (17 sierpnia 1983, Berlin)
- bieg na 2000 metrów – 4:59,8 (7 sierpnia 1983, Titovo Užice)
- bieg na 3000 metrów – 7:40,49 (9 lipca 1983, Oslo)

Pozostałe rekordy życiowe Zdravkovicia:
- bieg na 800 metrów – 1:48,34 ((30 kwietnia 1984, Split)
- bieg na 5000 metrów – 13:35,83 (11 czerwca 1983, Zagrzeb)